# Okrajšava
Okrajšáva je v jezikoslovju vrsta krajšave, pri kateri gre za okrajšano zapisano besedo ali besedno zvezo (oz. = oziroma, npr. = na primer, d. d. = delniška družba). Gre za pogostne besede, za katere je okrajšan zapis daljši čas družbeno sprejet.
Okrajšave so samo pisne; pri branju se okrajšava praviloma besedno razvezuje. Črkovalno branje je izjemno, na primer pri narekovanju.

## Zapis
Okrajšanost zaznamujemo s piko (oz. = oziroma, npr. = na primer, d. d. = delniška družba).  Brez krajšavne pike pišemo okrajšave šolskih ocen (nzd – nezadostno; odl – odlično, pdb – prav dobro) in glasbene oznake (pp – it. pianissimo 'zelo tiho', f – it. forte 'glasno').
Okrajšamo vsako prvino, krajšavni piki pa sledi presledek: d. o. o. (< družba z omejeno odgovornostjo), izr. prof. (< izredni profesor / izredna profesorica), op. avt. (< opomba
avtorja/avtorice). Vmesna rajšavna pika se je pri v nekaterih krajšavah postopoma opustila: itd. (< in tako dalje), itn. (< in tako naprej), ipd. (< in podobno), npr. (< na primer), tj. (to je), mdr. (< med drugim). Zloženke okrajšamo tako, da okrajšane dele pišemo brez odmika, vendar tudi z vezajem, če je tako pisana neokrajšana beseda: l.r. (< lastnoročno), lit.zg. (< literarnozgodovinski),
rim.kat. (< rimskokatoliški); c.-kr. (< cesarsko-kraljevi), rus.-slov. (< rusko-slovenski).